# Wwquartet
WW Quartet est un groupe de jazz contemporain français, originaire de Lille, dans le Nord.

## Biographie
Le groupe de quatre musiciens est formé en 2000 à Lille, dans le Nord, où les membres se sont rencontrés au Conservatoire national. Les compositions du groupe s'inspirent de l’œuvre de jazzmen actuels : Bojan Z, Julien Lourau, E.S.T, et Joshua Redman. avec des références à la musique classique Claude Debussy, Maurice Ravel. Ils appliquent à leur répertoire leur énergie rythmique et leur liberté d’improvisation, dans la lignée du quartet de John Coltrane, du trio The Bad Plus, ou encore du quartet de Wayne Shorter.
Le groupe a participé à de nombreux festivals. En 2002, ils jouent au Festival Jazz de Tourcoing, en 2004, à l'Europa Jazz Festival du Mans, et entre 2003 et 2006 au Jazz-Club de Dunkerque. En 2013, ils participent à l'opération Vive le jazz.
En 2008, ils sortent leur premier et unique album, La Danse des Whunxes,. Ils effectuent aussi un showcase à la Fnac de Valenciennes le vendredi 30 janvier 2009. En 2010, le groupe remporte le prix du jury au Tremplin Jazz à Saint-Germain, et le prix du jury et du public au Golden Jazz Trophy d'Arras en 2011.

## Influences
WW Quartet s'inspire de groupes et artistes comme John Coltrane, Miles Davis, McCoy Tyner, Wayne Shorter, Ornette Coleman, Sonny Rollins, Charlie Parker, Julien Lourau, Bojan Z, Henri Texier, Dave Holland quintet et BigBand[réf. nécessaire].

## Membres

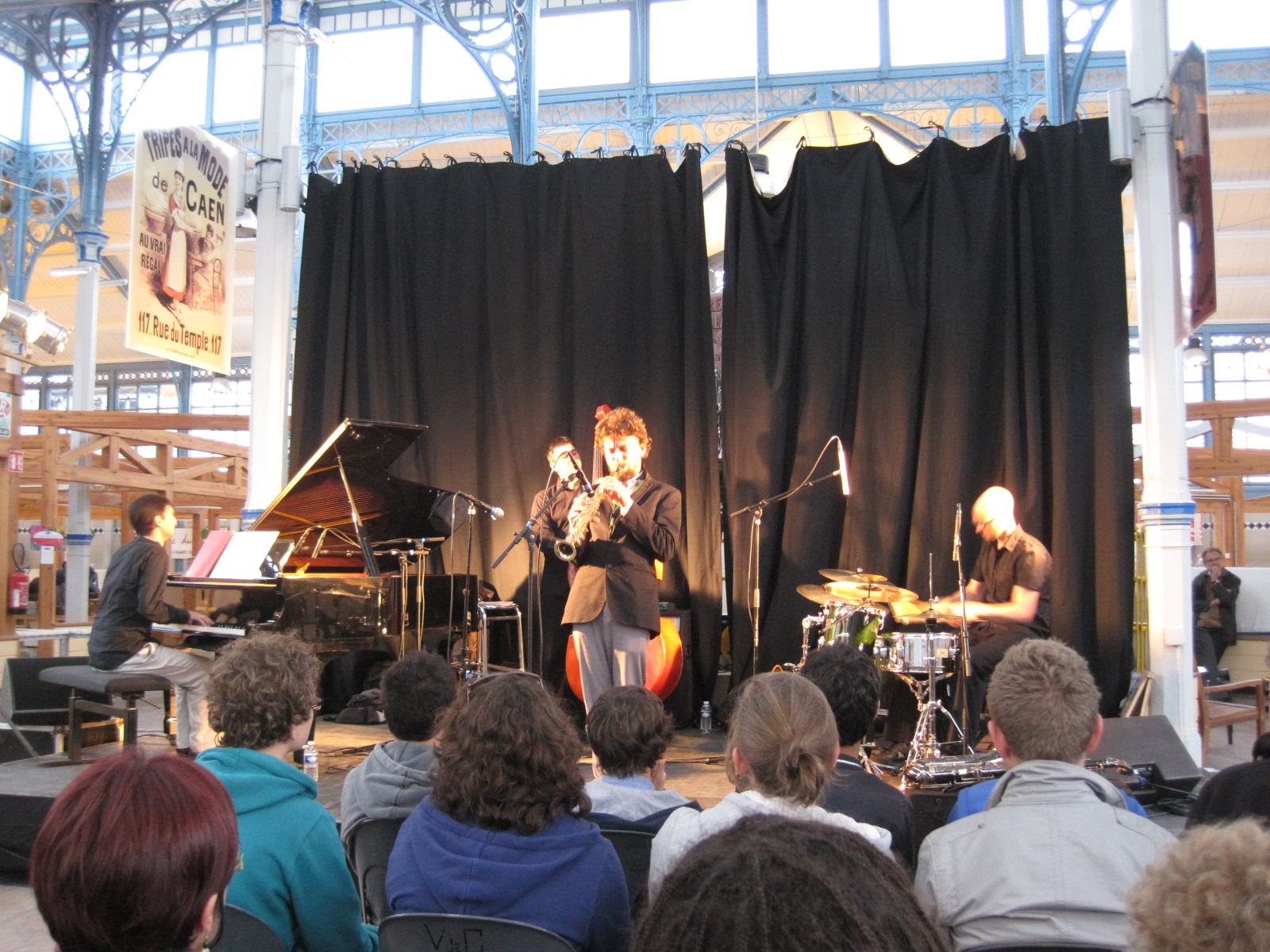
WW Quartet, à Chaumont en juillet 2011.

- Antoine Come — saxophone
- Frédéric Volanti — piano
- Laurent Brouhon — contrebasse
- Jérôme Carniaux — batterie

## Discographie
- 2008 : La Danse des Whunxes

## Distinctions
- 2010 : Prix spécial du jury au tremplin Jazz à St Germain[3]
- 2011 : Prix du jury et Prix du public au festival Golden Jazz Trophy d'Arras[3]
- 2011 : Sélectionné pour le tremplin Rezzo – Jazz à Vienne.